# بت (الوهیت)
در مناسک مذهبی، بت به چیزی گفته می شود که به دست انسان ساخته شده باشد و انسان ها آن را پرستیده یا از آن به عنوان خدایان، روح، یا دایمون (اساطیر کلاسیک)  یاد شود. در برخی از سنت ها از جمله سنت های مصر، یونان و روم باستان، هندوییسم مدرن، بت ها در معابد قرار داده می شوند و مناسک خاصی همچون شسته شدن، پوشاندن لباس به بت، و یا گذاشتن غذا برای آنها در نظر گرفته می شود.

## شرق نزدیک باستانی و مصر
به نظر می رسد از بین ادیانی که از آن اطلاعاتی در دست داریم، استفاده از بت ها در شرق نزدک باستانی، همانند ادیان مصر باستانی است. معابد جایگاه بت ها بوده و تعداد زیادی از بت ها وجود داشته است. ادیان عبرانی باستانی یک استثنا بوده یا استثنا شدند، آنها به بت ها اعتقاد نداشتند در حالیکه یکتا پرستی را نیز رد می کردند. ارتباط این و آتنیسم که اخناتن سعی به تحمیل آن به مصر داشت بسیار مورد بحث قرار گرفت.  

## یونان کلاسیک و روم
تمامی معابد باستانی یونان و معابد رومی دارای یک بت در درون‌خانه بودند. دسترسی به درون‌خانه متغیر بود، اما به غیر از کشیش ها، برخی از پرستش کننده ها نیز در بعضی از زمان ها به درون‌خانه اجازه ورود داشتند در حالی که قربانی کردن برای خدایان امری عادی بود که در خارج از معبد انجام می شد. ( تمنوس یا معبد در یونای)

## ادیان سامی
معتقدان به ادیان سامی یا ابراهیمی پرستش را به گونه های مختلفی انجام می دهند.

### مسیحیت
بت ها در مسیحیت شمایل (تصویر حضرت مسیح یا مریم و یا مقدسین مسیحی) نامیده می شود. مسیحیانی که شمایل را تکریم می کنند، بین "تکریم" و "پرستش" تاکید می کنند.

### اسلام
در اواخر دوره ماقبل اسلام در شهر عربی مکه، یک دوره رواج داشت که بین مسلمانان با نام دوره جاهلیت شناخته می شود. پس از ظهور اسلام بت‌پرستی گناه معرفی شد و شدیداً توسط اسلام رد شد. پیامبر اسلام هنگام فتح مکه تمامی بت‌های درون کعبه را شکست. 

## ادیان هندی

### هندوئیسم
گربهاگریها یا زیارتگاه داخلی قسمتی از یک معبد هندویی استکه در آن بت خدایان قرار دارد. این بت ها ممکن است مجسمه هایی باشند که بسیار استادانه درست شده اند و یا یک لینگام سمبلیک، (لینگام نماد ذکر است که در پرستش سیوا خدای هندوان به کار می رود.) و حتی گاهی نشان فرج یا دیگر اشکال سمبلک باشد. معمولاً تنها روحانیون یا کشیش ها حق ورود به کل اتاق را دارند، اما معماری معابد هندویی به شکلی است که افراد قادر به دیدن بت از منداپا که قسمتی است که به اتاق اصلی وصل شده، می باشند. (ورود به این قسمت و کل معبد در برخی از موارد به طور کلی ممنوع می باشد.)
در آیین هندویی عبادت به شکل های مختلفی انجام پذیر است  بنابراین بت ها (مورتی ها) طرز عبادت را تجویز نمی‌کنند. در آیین هندوییسم یک مورتی  معمولاً به تصویری اشاره می کند که بیانگر روح الهی است. (مورتا) 

### جینیسم
در جینیسم (آیینی هندی که با آیین بودا تشابه دارد و ریضتکشی و احترام به همه موجودات در آن تاکید شده است)، تیرتهنکرها ("سازنده اسباب بازی") نشان دهنده هدف واقعی همه انسانها است.  خصوصیات آنها توسط جاینز پرستش می شود. تصاویر به تصویر کشیدن هر یک از بیست و چهار تیرتهنکر در معابد جاین قرار داده شده است. هیچ اعتقادی وجود ندارد که خود تصویر غیر از بازنمایی از موجودی باشد که آن را نشان می دهد.